# Kuźnica Katowska
Kuźnica Katowska est une localité polonaise du gmina de Popielów dans la voïvodie et le powiat d'Opole.